# À ton étoile
Singles de Noir Désir
Un jour en France L'Homme pressé
Pistes de 666.667 Club
Un jour en France Ernestine
À ton étoile est une chanson de Noir Désir parue sur l'album 666.667 Club, en 1997.
Elle est éditée en single en 1997 couplée avec une version espagnole de la chanson titre et d'une version live de Septembre en attendant enregistrée à Nantes en décembre 1996.
Par la suite, la chanson est intégrée dans les deux compilations officielles du groupe, En route pour la joie (2001) et Soyons désinvoltes, n'ayons l'air de rien (2011).

## Titres du disque
- CD 3 titres

1. À ton étoile - 4:28
2. Septembre en attendant (live) - 3:17
3. Hasta tu estrella - 4:26

## Charts
| France | Belgique | Italie | Pays-Bas |
| ------ | -------- | ------ | -------- |
| 27     | -        | -      | -        |

## Clip
Le clip est réalisé par Henri-Jean Debon. Il s'agit du sixième clip issu de la collaboration entre le réalisateur et le groupe. On peut le voir notamment dans le DVD qui accompagne la version Deluxe de la compilation Soyons désinvoltes... (2011).

## Reprises
Dans son album Black Session, Yann Tiersen a réarrangé ce morceau, interprété par Bertrand Cantat. De plus, sa version réarrangée en version studio parait sur l'album de remix One Trip/One Noise en 1998.
La chanson est reprise en concert par Détroit, le nouveau groupe de Cantat. Elle est enregistrée pour l'album live La Cigale (2014).